# Sheldon (comté de Monroe, Wisconsin)
Pour les articles homonymes, voir Sheldon.
Sheldon est une ville située dans le comté de Monroe, dans le Wisconsin, aux États-Unis. La population était de 682 habitants au recensement de 2000.

## Géographie
Selon le Bureau du recensement des États-Unis, la ville a une superficie totale de 91,5 km2, uniquement composée de terres.